# Кечут

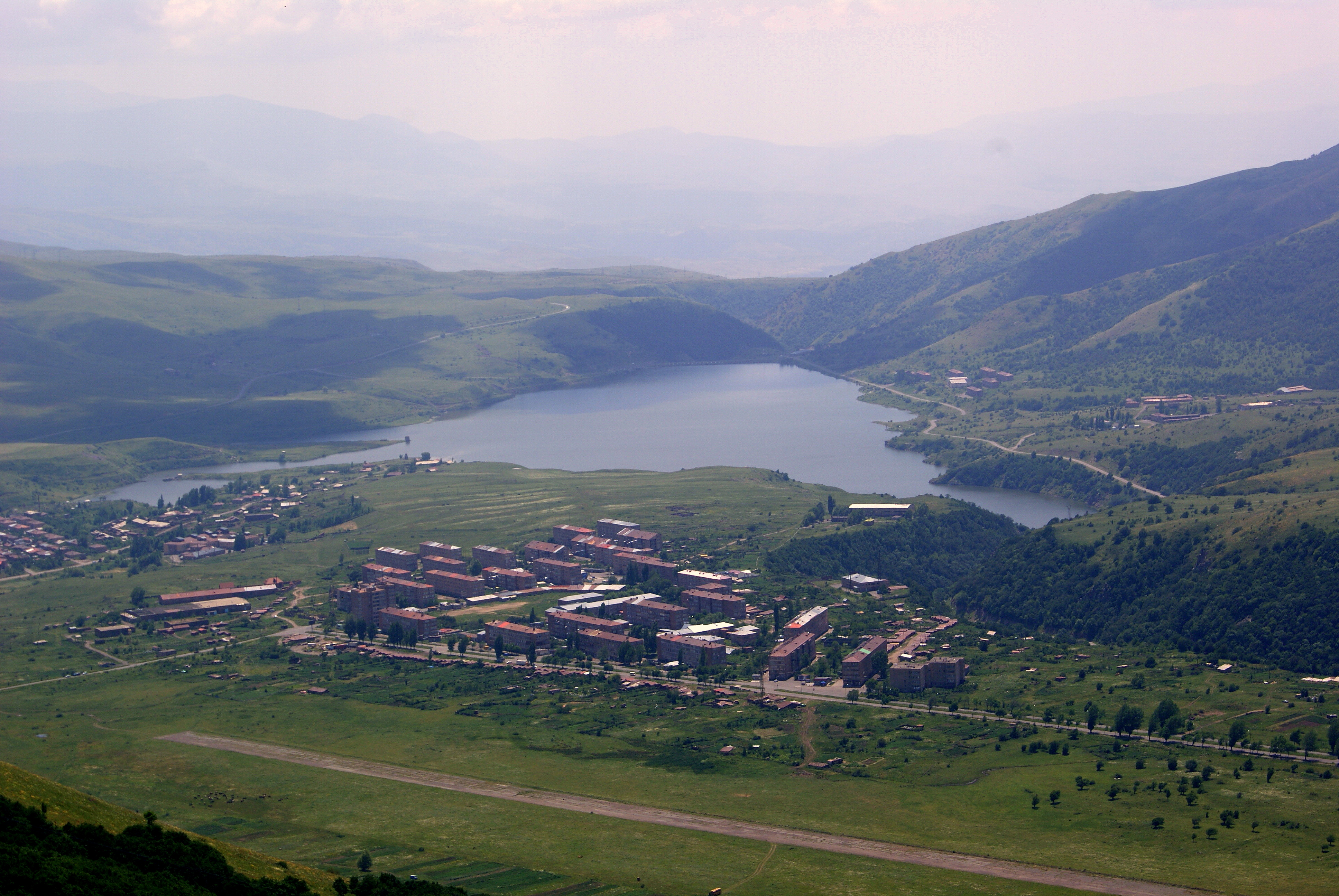
Вид на село Кечут и водохранилище

Кечут (арм. Կեչուտ) — село в Вайоцдзорской области Республики Армении.
Село расположено между городом Джермук и селом Гндеваз на левом берегу Кечутского водохранилища, расположенного на реке Арпа. Введён в эксплуатацию водовод Кечут—Азатек длиной в 65 км. Строительство водовода Кечут—Азатек, стоимость которого 2 млн долларов, осуществлено на средства, предоставленные Агентством по развитию сельского хозяйства. В результате отпала необходимость в девяти помповых станциях, что сэкономит около 27 млн кВт·ч электроэнергии. Строится дополнительная дорога вдоль левого берега реки Арпы, которая связывает село с городом Джермук.
В 1960-х годах началось строительство тоннеля (длина 49 км) из Арпы (рядом с селом Кечут), до озера Севан (рядом с селом Арцванист). Во время строительства была проложена временная узкоколейная железная дорога для строительства тоннеля.

## Выдающиеся уроженцы
- Рафик Ашотович Абрамян